# Eromidia clotho
Eromidia clotho là một loài bướm đêm trong họ Noctuidae.